# Saih Al Dahal
Saih Al Dahal (in arabo سيح الدحل‎?), o anche Saih Al Danal, è una comunità dell'Emirato di Dubai, negli Emirati Arabi Uniti. Si trova nel Settore 9 nella zona sud di Dubai.

## Territorio
Il territorio della comunità occupa una superficie di 190,2 km² nella zona meridionale di Dubai.
L'area delimitata a nord dalle comunità di Ghadeer Barashy e Al Hathmah, a est da quella di Al Fagaa, a sud da quelle di Saih Shua'alah e Al O’shoosh e a ovest da quella di Hefair.
Il territorio della comunità è totalmente desertico e ricade totalmente all'interno della Riserva di conservazione del deserto di Al Marmoom, l'area protetta più grande di Dubai.
All'interno dell'area si trova il parco solare Mohammed bin Rashid Al Maktoum Solar Park. Il parco è stato posizionato in questa regione in quanto studi hanno dimostrato che la zona ha condizioni ideali per l'irraggiamento solare. In particolare essa presenta caratteristiche tali da limitare al massino il fenomeno detto di soiling impact, cioè l'accumulo di materiale sulle superfici che raccolgono la luce negli impianti solari, causando una perdita di potenza dell'impianto.
L'accesso a questa regione è piuttosto difficoltoso. Infatti alla data (2023) non esistono mezzi pubblici che consentono il suo raggiungimento. L'unica strada che vi arriva è la Saih Al Dahal Road che, partendo dalla Saih Al Salam Street (D 42), presso i laghi di Qudra, raggiunge il parco solare Al Maktoum. Nel 2022 la Roads and Transport Authority (RTA) di Dubai ha annunciato un significativo potenziamento della Saih Al-Dahal Road. Il progetto di miglioramento prevede la sostituzione della strada a corsia unica con una strada a doppia carreggiata composta da due corsie in entrambe le direzioni. Sono state inoltre aggiunte alcune rotatorie ed uno spartitraffico centrale per migliorare la scorrevolezza e la sicurezza della strada. La nuova strada è stata aperta nel maggio 2022.